# Craigieburn
Craigieburn est le nom d’un village et de plusieurs structures géographiques dans le nord-ouest de la région de Canterbury, située dans l’île du Sud de la Nouvelle-Zélande.

## Situation
La chaîne de montagne nommée chaîne de Craigieburn (en) est localisée sur la berge sud du fleuve Waimakariri, au sud du col d’Arthur's Pass. 
Le domaine de ski de la vallée de Craigieburn (en) est localisé sur ses pentes, tout comme le Parc forestier de Craigieburn (en).
Les pistes de ski sont ainsi à à peine une 1,5 heure de Christchurch.

## Démographie
La zone statistique de Craigieburn, qui inclut Arthur's Pass et Castle Hill, couvre 3444,10km2.
Elle a une population estimée de 190 habitants en juin 2022 avec une densité de population de 0,06 personne par km2. 
La localité de Craigieburn avait une population de 159 habitants lors du recensement de 2018 en Nouvelle-Zélande, en diminution de 63 personnes (-28,4 %) depuis le recensement de 2013, et une diminution de 39 personnes (-19,7 %) depuis le recensement de 2006. 
Il y avait 81 logements. 
On notait la présence de 93 hommes et 66 femmes, donnant un sexe-ratio de 1,41 homme pour une femme. 
L’âge médian était de 45,8 ans  (comparé avec les 37,4 ans au niveau national), avec 18 personnes (11,3 %) âgés de moins de 15 ans, 36 personnes (22,6 %) âgées de 15 à 29 ans, 81 personnes (50,9 %) âgées de 30 à 64 ans, et 27 personnes (17,0 %) âgées de 65 ou plus.

## Faune
Durant les mois d’été, 5 espèces de Caelifera (criquets en anglais: grasshoppers) peuvent être trouvés le long de la chaîne de Craigieburn Range. 
Elles comportent : le Sigaus villosus (en) qui peut être retrouvé le long des lignes de pente, Brachaspis nivalis (en) qui vit sur les éboulis rocheux, le Sigaus australis (en), le Paprides nitidus (en), qui tous les deux, vivent dans les prairies alpines et le Phaulacridium marginale (en), qui peut être trouvé dans les prairies au-dessus de 1 100 mètres.